# Parque Nacional Baroiyadhala
O Parque Nacional Baroiyadhala (em bengali:  বাড়ৈয়াঢালা জাতীয় উদ্যান) é um parque nacional e reserva natural da Categoria II da IUCN no Bangladexe. O parque está localizado em Sitakunda Upazila, distrito de Chatigão, no lado leste da rodovia Daca-Chatigão. Ele fornece corredores de vida selvagem importantes para flora e fauna em desaparecimento no Bangladexe. A Cascata Khoiyachora está localizada dentro do Parque Nacional Baroiyadhala.
O parque foi oficialmente declarado parque nacional pelo governo do Bangladexe no dia 6 de abril de 2010. Abrange uma área de 2.933,61 hectares.